# 金州丸
金州丸（きんしゅうまる）は日本郵船の鋼製汽船。
3967総トン、速力12ノット。
日清戦争に際に多数の船舶が徴用され海運に影響が出たことを受けて陸軍大臣及び海軍大臣が日本郵船に対してその名義で汽船を購入するよう命じ、それによって購入された汽船のうち陸軍所属の一隻が「金州丸」である。前身は1891年にイギリス、ミドルズブラのSir Raylton Dixon & Co.で建造されたChina Mutual Steam Navigationの「Kintuck」である。
1896年11月11日、「金州丸」は陸軍省より日本郵船に払い下げられた。 「金州丸」はシアトル航路に就航した。
義和団事件の際、「金州丸」は陸軍に徴傭された。期間は1900年7月6日から9月23日までであった。
日露戦争では1904年1月6日に海軍に徴傭され、運送船となった。「金州丸」は仁川沖海戦の時は第四戦隊に付随していた。
4月16日、「金州丸」は第二戦隊などとともに韓国北西の海州邑を発し、22日に元山に入港した。当時韓国北東岸にロシアの斥候が現れているとの情報があったため、「金州丸」は兵を乗せ第一一艇隊の護衛の下で25日に出港し、示威のため利源へ兵を上陸させた。その帰路、単独で航行していた「金州丸」はロシアのウラジオストク巡洋艦隊に発見され、魚雷2発を受けて26日未明に沈没した。44名が死亡、198名がロシア側に収容され、54名が元山にたどり着いた。